# Thomas Johann Gottfried Hollesen
Thomas Johann Gottfried Hollesen (* 1. Juli 1837 in Bönebüttel; † 28. April 1898 in Rendsburg) war ein deutscher Kaufmann und Senator.

## Leben und Wirken
Thomas Johann Gottfried Hollesen war ein Sohn des Försters Hans Peter Hollesen (* 4. März 1800 in Hamburg; † 29. Oktober 1869 in Flensburg) und dessen Ehefrau Catharina, geborene Beyreis (* 26. Februar 1802 in Eckernförde; † 15. April 1881 in Rendsburg). Er besuchte ein Gymnasium in seiner Geburtsstadt und absolvierte ab 1853 eine Ausbildung im Handelskontor Zerssen & Co. 1859 wechselte er für eineinhalb Jahre nach Kopenhagen, wo er für einen Schiffsmakler arbeitete. Danach lebte er einige Zeit im schottischen Leith.
Nach seiner Rückkehr nach Deutschland heiratete Hollesen Maria Catharina Friedericia von Zerssen (* 28. September 1841 in Rendsburg; † 1813 ebenda). Seine Ehefrau war eine Tochter des Konsuls Johann Christian von Zerssen, der das Unternehmen Zerssen & Co. leitete. Nach der Heirat nahm von Zerssen seinen Schwiegersohn als Teilhaber auf. Am 14. Mai 1865, zwei Tage vor dem Tod seines Schwiegervaters, übernahm Hollesen alle Anteile der Firma und galt bereits im Alter von 28 Jahren als angesehener Kaufmann.
Hollesen übernahm den Vorsitz der Rendsburger Schiffergilde, gehörte den Verwaltungsräten der Hollerschen Carlshütte, der Spar- und Leihkasse, der Rendsburger Kreditbank, der Neuen Dampfer-Compagnie aus Kiel und der Pahlhuder Zementfabrik an. Er setzte sich insbesondere für das Altersheim Hospital zum Heiligen Geist ein. Außerdem engagierte er sich in der Kommission, die den Bau des Nord-Ostsee-Kanals vorbereitete. Gemeinsam mit Peter Eggers gründete er die Rendsburger Düngerfabrik. Durch die zahlreichen Verpflichtungen hatte er großen Einfluss auf die wirtschaftliche Entwicklung der Stadt.
1875 wurde Hollesen zum Stadtverordneten gewählt und ein Jahr später zum Senator ernannt und drei Mal durch Wiederwahl im Amt bestätigt. Er vertrat die die Nationalliberale Partei anfangs im Kreistag und anschließend im Preußischen Abgeordnetenhaus. Außerdem fungierte er als belgischer und niederländischer Konsul. 1886 bekam er hierfür den Leopoldsorden und 1895 die Medaille civile Royale Belgique verliehen. Darüber hinaus war er Träger des Orange-Nassau-Ordens.
1892 plante Hollesen, sein Unternehmen zu verkaufen. Stattdessen übertrug er 1895 Konsul Jeß aus Tönning sowie dem Rendsburger Christian Rheder Unternehmensanteile. Nach seinem Tod 1898 erbte sein Schwiegersohn Paul Entz, der eine seiner drei Töchter namens Maria Catharina Friedericia von Zerssen (* 28. September 1841 in Rendsburg; † 1813 ebenda) geheiratet hatte, seine Anteile an der Firma.